# بيتز، واز
بيتز هي إحدى البلديات في مقاطعة واز في شمال فرنسا.  يمتلك العاهل المغربي محمد السادس قصرًا هناك بمساحة 71 هكتارًا ، حيث يُقال إنه يوظف الكثير من سكان الجماعة. 